# Бабье лето (картина)
«Бабье лето» (пол. Babie lato) — картина маслом польского художника Юзефа Хелмоньского, написанная в 1875 году. Она считается одной из самых известных работ художника и в настоящее время выставлена в Национальном музее в Варшаве, Польша.

## Описание
На картине изображена молодая босая крестьянка, лежащая посреди пастбища и поднимающая правую руку, в которой она держит нити паутины. Она одета в белую юбку и рубашку. Лежащий под головой желтый платок служит контрастом и осветляет центральную часть композиции. Линия горизонта расположена ближе к середине картины. Солнечный свет, сухая трава и облачное небо создают ауру спокойного сентябрьского дня. Слева на заднем плане изображено стадо крупного рогатого скота и виднеются издалека фигуры крестьян, а также сидящая и смотрящая в их сторону чёрная собака. В картине преобладают мягкие оттенки коричневого и серого цветов, которые подчеркивает атмосферу бабьего лета.

## Анализ
Художник написал «Бабье лето» в 1875 году в Варшаве после недавнего путешествия на Украину. Хелмоньский увлёкся наблюдением за сельской жизнью и её повседневными ритмами, которые диктует природа. Когда он впервые выставил свои работы в Национальной художественной галерее Захента, это вызвало споры. Некоторых зрителей и критиков возмутил тот факт, что он изобразил грязную, босую крестьянку в простой одежде. Сцена, изображенная на картине, была воспринята как слишком реалистичная. Должное признание он начал получать лишь через несколько лет.
Картина представляет собой образец натуралистического направления польского реализма. Он отвергает консолидированные конвенции репрезентации, академию и её нормы и фокусируется на выявлении аутентичности на основе эмпирических наблюдений. «Бабье лето» Хелмоньский задумал как символ силы сельской местности и жизненной силы её жителей. В 1894 году картину приобрел коллекционер Игнатий Корвин-Милевский, а в 1929 году она была приобретена Национальным музеем в Варшаве. Сегодня оно остается одним из самых популярных и наиболее часто воспроизводимых произведений искусства в Польше. Картина упоминается в киноадаптации 2023 года романа «Мужиков», где костюм и поза главной героини Ягны (Камила Урзендовска) в соответствующей сцене аналогичны костюму и позе крестьянки из оригинальной картины.